# Kardam, Dobritj
Kardam är ett distrikt och en ort i Bulgarien. Det ligger i kommunen Obsjtina General-Tosjevo och regionen Dobritj, i den nordöstra delen av landet, vid gränsen till Rumänien. Orten ligger tätt inpå den rumänska orten Negru Vodă.